# Mstislav Mstislavitch
 (mars 2012).
Mstislav Mstislavich le Téméraire (en russe : Мстисла́в Мстисла́вич Уда́тный; Удало́й) est l'un des princes les plus populaires et les plus actifs du Rus' de Kiev dans les décennies qui ont précédé l'invasion mongole de la Russie. Il est le grand-père maternel de Alexandre Nevski et du prince Léon Ier de Galicie.
Il est le fils de Mstislav Rostislavitch de Smolensk par une princesse de Riazan. En 1193 et 1203, sa bravoure lors des guerres sur le territoire couman lui apporte la renommée dans le Rus' de Kiev. À ce moment, il se marie avec la fille du  Khan Couman, Köten.
Il est le père : 
- d'Anne dite de Novgorod (morte avant 1252), épouse en 1218 Daniel de Galicie ;
- de Marie-Hélène, épouse en 1221 d'André de Galicie (mort en 1234)
- Rostislava Mstislavna. Elle épouse Iaroslav II de Vladimir en 1214 et divorce en 1216.